# 小行星11228
小行星11228（11228 Botnick）是一颗绕太阳运转的小行星，为主小行星带小行星。该小行星于1999年5月10日发现。

## 轨道参数
小行星11228的轨道半长轴为2.2824227 UA，离心率为0.145。